# 27-ма гірсько-піхотна бригада (Франція)
27-ма гірсько-піхотна бригада (фр. 27e brigade d'infanterie de montagne) — складова Сухопутних військ Франції. Підпорядковується 1-й бронетанковій дивізії, основна задача — бойові дії в гірській місцевості та інших екстремальних кліматичних умовах.

## Історія
Єдина сучасна гірська бригада Франції виводить свою історію від Гірських військ, створених 1888 року для захисту Альпійської дуги, але деякі її підвідділи — наприклад, 4-й полк — іще старші.
Під час Другової світової 27-ма альпійська бригада зазнала значних втрат у боях в Альпах, а після війни її підрозділи передислокували до Австрії (для можливого протистояння з радянськими військами).
27-ма альпійська дивізія була розгорнута в Атлаських горах для придушення (фр. missions de pacification) алжирського національного руху за незалежність; 1983-го дивізія увійшла до складу Сил швидкого реагування, а 1994 року її перейменовано на 27-му гірсько-піхотну дивізію.
У XXI сторіччі бригада також відповідальна за перепідготовку та навчання у важкодоступній місцевості інших підрозділів французької і закордонних армій-партнерів: для цього існує окремий підрозділ високогірного військового вишколу (англ. High Mountain Military School, фр. l’Ecole militaire de haute montagne, EMHM). Такі навчання проводили, зокрема, 2023 року в межах місії eFP на території Естонії. Цьому ж присаячено щорічні військові маневри «Уппік» в Гренландії, де традиційно бере участь особовий склад бригади та нові багатосторонні навчання «SITM» (англ. International Mountain Troop Summit), ініційовані командуванням бригади.

## Склад
| Штаб 2-й ІПІЛ 4-й ЄП 93-й АП + 7-й ГПБ 13-й ГПБ 27-й ГПБ      |
| 2-й інженерний полк Іноземного легіону Сен-Кристоль-д'Альбіон |
| 4-й єгерський полк Гап                                        |
| 93-й гірський артилерійський полк Варс-Альєр-е-Риссе          |
| 7-й гірський піхотний батальйон Варс-Альєр-е-Риссе            |
| 13-й гірський піхотний батальйон Шамбері                      |
| 27-й гірський піхотний батальйон Ансі                         |